# About to Die
About to Die es el segundo álbum EP de la banda estadounidense de rock experimental Dirty Projectors, publicado en formato digital y vinilo el 6 de noviembre de 2012.

## Grabación
La primera pista del álbum, "About to Die", está extraída del lanzamiento de 2012 de Dirty Projectors, Swing Lo Magellan. Otra pista, "While You're Here", fue escrita por Dave Longstreth después de la muerte del bajista de TV on the Radio Gerard Smith en 2011.

## Recepción
About to Die recibió elogios generales de los críticos musicales. En Metacritic, que asigna una calificación normalizada de 100 a las reseñas de los principales críticos, el álbum recibió una puntuación promedio de 74, basada en 5 reseñas, lo que indica "Reseñas generalmente favorables".
Adam Kivel de Consequence of Sound comentó que About to Die "ofrece una pequeña toma de la totalidad de Swing Lo Magellan, y agregó que "no eclipsa a su hermano mayor, pero ciertamente actúa como un compañero lógico y cálido". Mike Powell de Pitchfork Media llamó a About to Die un "álbum refrescantemente básico" y "una guinda en un pastelito" para Dirty Projectors.

## Lista de canciones
| N.º | Título                     | Duración |  |
| 1.  | «About to Die»             | 4:01     |  |
| 2.  | «While You're Here»        | 2:05     |  |
| 3.  | «Here Til It Says I'm Not» | 3:19     |  |
| 4.  | «Simple Request»           | 2:46     |  |